# László Szabó (zapaśnik)
László Szabó (21 czerwca 1991) – węgierski zapaśnik walczący w stylu klasycznym. Brązowy medalista mistrzostw świata w 2016; piąte miejsce w 2021. Brązowy medalista mistrzostw Europy w 2016. Czwarty w Pucharze świata w 2014 i piąty w 2015. Akademicki mistrz świata w 2014 i drugi w 2012 roku.
Mistrz Węgier w 2015 i 2016 roku.